# Barre (Wisconsin)
Barre – miasto w Stanach Zjednoczonych, w stanie Wisconsin, w hrabstwie La Crosse.